# Joan Marín
Joan Marín (* Valencia, 1975) es historietista y fotógrafo. Firma sus trabajos con el nombre Xoan Marín.

## Biografía
Entre 1994 y 1999 realizó los estudios de Artes y oficios en Valencia en la especialidad de Diseño Gráfico e Ilustración. En el campo de la historieta es el responsable de títulos como Martín (Dude Cómics, 2000), la serie infantil Estrellats (Revista Camacuc, 1999-2000) y ha colaborado en las revistas Buen provecho y Dos veces breve. Fue miembro fundador del colectivo 7 Monos, con los que realizó diversas historias cortas e ilustraciones, publicadas en varios números especiales. Ha realizado ilustraciones para diversos medios como la revista Cartelera Turia (Valencia) y la publicación Fanzone. 
En el 2001, ingresa en la Facultat de Bellas Artes de Barcelona, donde se licencia en Pintura y Fotografía. 
En el 2003, crea junto a Manuel Bartual la revista digital Nomagazine. 
En el 2004, abandona la historieta para retomarla recientemente (2007), realizando diversos proyectos en colaboración con el escritor y amigo Valentín Vañó.
Como fotógrafo trabaja de técnico de laboratorio en la Universitat de Belles Arts de Barcelona desde 2006. Ha realizado talleres de pintura con Antonio López García (pintura figurativa. Plasencia 2004) y fotografía con Joan Fontcuberta (nuevos caminos en la postfotografía. Alicante, 2007).

## Exposiciones Fotografía
Exposiciones INDIVIDUALES
- 2008. Próxima exposición en St Carles de la Ràpita. Serie: Menjadors Universitaris
- 2007. ESPAI CATALÀ ROCA. Casa Golferichs, Barcelona (10 de octubre- 10 de noviembre). Serie: Menjadors Universitaris

Exposiciones COLECTIVAS
- 2008. Próxima exposición en Sassary , Cerdeña, Italia.
- 2007. MUSEO PICASSO. Barcelona
- 2007. FACULTAT BELLES ARTS BARCELONA. Exposición fotográfica LA CÒPIA ÚNICA. Colectiva de alumnos de fotografía.
- 2006. FACULTAT BELLES ARTS BARCELONA. Exposición fotográfica BARCELONA2006. Colectiva de alumnos de fotografía. Comisario Claudi Carreres.
- 2004. III BIENAL DE REALISMO Y FIGURACIÓN CONTEMPORÁNEA. GALERÍA CLAVE. Murcia.

## Obra
Historietística
| Fecha | Título                         | Guionista     | Tipo                                        | Publicación     |
| ----- | ------------------------------ | ------------- | ------------------------------------------- | --------------- |
| 2000  | Martín                         | Joan Marín    | Comic-book. 24 pag.                         | Dude Comics     |
| 2008  | Olimpita                       | Hernán Migoya | Novela Gráfica. 150 pag.                    | Norma Editorial |
| 2012  | Plagio: el secuestro de Melina | Hernán Migoya | Novela Gráfica. 250 pag.                    | Norma Editorial |
| 2012  | Con los pies por delante       | Hernán Migoya | Entrega del serial "Nuevas Hazañas Bélicas" | Glénat España   |